# Aenictes nyparia
Aenictes nyparia är en fjärilsart som beskrevs av Walker 1860. Aenictes nyparia ingår i släktet Aenictes och familjen mätare. Inga underarter finns listade i Catalogue of Life.